# Крейссиг, Фридрих
Фридрих Крейссиг (нем. Friedrich Kreyßig; 5 октября 1818, Гольдбах (ныне Злотна, Варминьско-Мазурское воеводство, Польша) — 20 декабря 1879, Франкфурт-на-Майне) — немецкий педагог, прозаик, публицист и литературный критик.

## Биография
Сын прусского управляющего недвижимостью. В 1838—1842 годах изучал немецкую филологию и историю в Кёнигсберге. Учительствовал, потом был директором реальной гимназии.
Решительно выступал за новую систему среднего образования. Политехническое общество во Франкфурте-на-Майне поручило ему выработать план устройства высшей реальной школы, приспособленной к торговым и промышленным потребностям города. Ф. Крейссиг прекрасно выполнил возложенное на него поручение и устроил во Франкфурте высшее реальное училище, которое считалось образцовым в Германии.
Известен в Германии, главным образом, как публицист. Занимался созданием литературного журнала Deutsche Rundschau, был его постоянным автором. Кроме того, писал эссе и обзоры для прусских ежегодников и других периодических изданий того времени.
Приобрел известность, благодаря своим литературно-историческим трудам, в которых занимался, главным образом, вопросами французской и немецкой литературной и интеллектуальной истории.

## Избранные труды

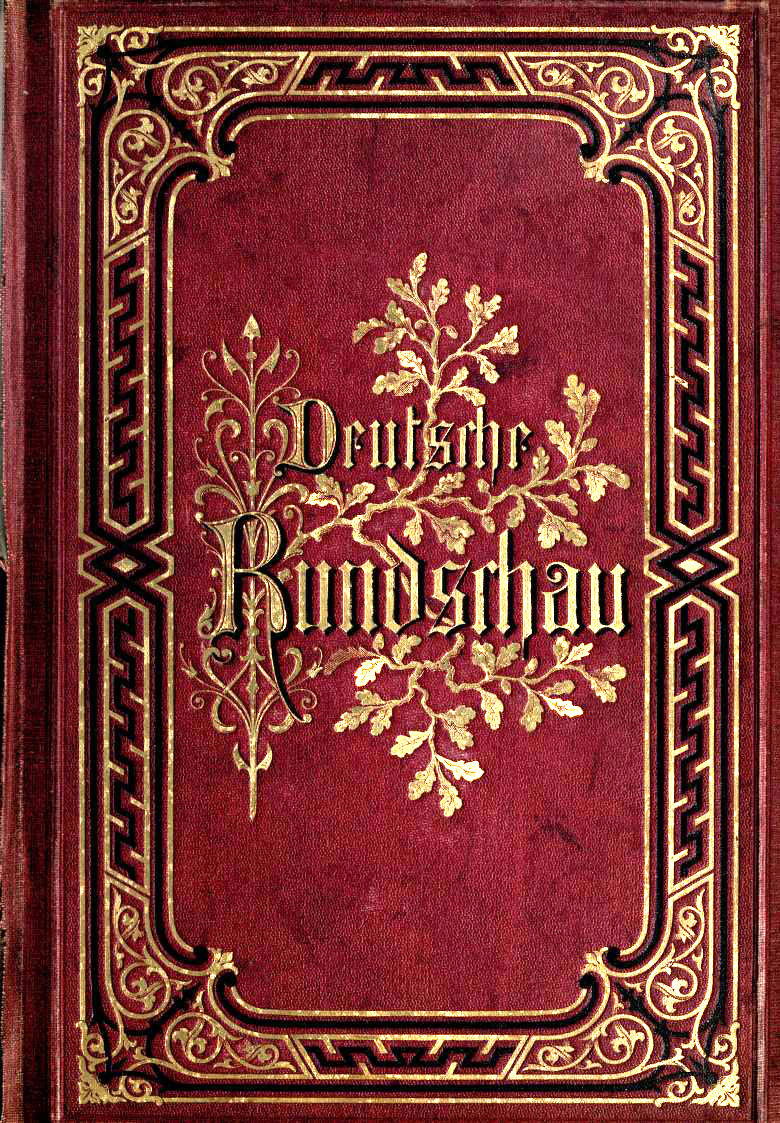
«Deutsche Rundschau» 1874

- «Geschichte der französischen Nationalliteratur» (выдержало много изданий);
- «Vorlesungen über Shakespeare, seine Zeit und seine Werke» (Берлин, 1858—62, три издания);
- «Shakespeare-Fragen» (Лейциг, 1871);
- «Vorlesungen über Goethe’s Faust» (Берлин, 1865);
- «Vorlesungen über den deutschen Roman der Gegenwart» (Берлин, 1869);
- «Ueber die französische Geister-Bewegung im XIX Jahrhundert» (Берлин, 1873).

Как критик Шекспира, Ф. Крейссиг занимает выдающееся и самостоятельное положение. Изучал Шекспира, главным образом, как художника и драматурга. Его «Vorlesungen» стали знаменательным поворотом от критики философской к критике исторической и эстетической. Позднее, в своих «Shakespeare-Fragen», он прямо и смело заявил, что отыскивать в драмах Шекспира, в особенности в его комедиях, основные идеи, в смысле философских или этических формул, которые он доказывал драматическим путем — дело совершенно бесполезное.
В последние годы своей жизни был руководителем и первым критиком лучшего из немецких журналов — «Deutsche Rundschau». В критических отзывах Ф. Крейссиг о современных литературных явлениях отражалась его любовь к истине и энтузиазм ко всему высокому. Будить в людях идеальные и возвышенные стремления, поддерживать колеблющуюся веру в торжество прогресса, добра и истины — такова была цель критической деятельности Ф. Крейссига.